# 159. østlige længdekreds
Den 159. østlige længdekreds (eller 159 grader østlig længde) er en længdekreds, der ligger 159 grader øst for nulmeridianen. Den løber gennem Ishavet, Asien, Stillehavet, Australasien, det Sydlige Ishav og Antarktis.